# Leon Wessel Masannek
Leon Finn Wessel-Masannek (Nacido el 23 de diciembre de 1992 en Múnich). Es un actor alemán.
Su padre es Joachim Masannek, el autor de la serie de libros Las fieras fútbol club, en cuya película Die Wilden Kerle (Las Fieras), Leon, coparte escena con su hermano en la vida real Marlon Wessel. 
Leon vive con su hermano, hermana y con su padre en Múnich.

## Películas
- 2003 - La panda del patio - Markus.
- 2005 - Las fieras fútbol club 2 - Markus.
- 2006 - Las fieras fútbol club 3: El ataque de las vampiresas - Markus.
- 2007 - Las fieras fútbol club 4: El ataque de las luces plateadas - Markus.
- 2008 - Las fieras fútbol club 5: Más allá del horizonte - Markus.
- 2016 - Las fieras fútbol club 6: La leyenda de la vida  - Markus.

- Datos: Q88588